# Catasticta cinerea
Catasticta cinerea är en fjärilsart som beskrevs av Butler 1897. Catasticta cinerea ingår i släktet Catasticta och familjen vitfjärilar. Inga underarter finns listade i Catalogue of Life.